# Jelizawietowskoje
Jelizawietowskoje (ros. Елизаветовское городище – trb. Jelizawietowskoje gorodiszcze), w języku polskim też jako grodzisko Jelizawietowskie – grodzisko scytyjskie, stanowiące pozostałości starożytnego miasta położonego w delcie Donu, 15 km na południowy zachód od Rostowa nad Donem. W starożytności miejsce, gdzie znajdowało się miasto, było wyspą o nazwie Alopecja. Swoją współczesną nazwę grodzisko zawdzięcza położonej w pobliżu stanicy.
Początki osadnictwa datuje się na drugą połowę VI wieku p.n.e. W pierwszej połowie IV wieku p.n.e. wykształciło się tu miasto, otoczone podwójną linią obrony, obejmującą wały ziemne i rowy, z dodatkowo chronioną częścią centralną. W okresie pełnego rozkwitu ważny ośrodek handlowy Greków, Meotów, Scytów i Sarmatów, główne centrum handlowe terenów Dolnego Donu, miejsce wytwórczości rzemieślniczej, zwłaszcza metalurgicznej. Powierzchnia miasta obejmowała obszar 40 ha. Miasto funkcjonowało do połowy III wieku p.n.e., jego rolę ośrodka handlowego przejęło szybko się rozwijające Tanais.
Wśród znalezisk ceramicznych obok wyrobów miejscowych są liczne importy z wielu ośrodków greckich z północnego Nadczarnomorza (amfory, terakotowe figurki, protomy bogini Demeter, Kybele i Persefony). Mieszkańcy miasta zajmowali się również hodowlą i uprawą ziemi. Ludność był mieszana z przewagą scytyjskiej, Meoci, Grecy, a w późnym okresie również Sauromaci stanowili mniejszość.
Obok miasta znajdowała się nekropola kurhanowa. Odkryto na niej kilka grobów pochodzących z V wieku p.n.e., a większość z IV i pierwszej połowy III wieku p.n.e. Wszystkie wcześniejsze grobowce mają charakter scytyjski, groby z późnego okresu wskazują na obecność dużej grupy Sauromatów w mieście.
Wykopaliska archeologiczne rozpoczęły się w 1853.